# Pe veci al tău
Pe veci al tău (titlul original: în italiană Perdutamente tuo... mi firmo Macaluso Carmelo fu Giuseppe) este un film de comedie-dramatică italian din genul Commedia all'italiana, realizat în 1976 de regizorul Vittorio Sindoni,  protagoniști fiind actorii Stefano Satta Flores, Macha Méril, Leopoldo Trieste și Cinzia Monreale.

## Rezumat
Carmelo Macaluso, după ce a lucrat cincisprezece ani în Germania, se întoarce în orașul natal din Sicilia. Dar acum bărbatul are un Mercedes și o sută de milioane de lire în servietă. O baroană fără scrupule, Valeria Lamia, încearcă să se căsătorească cu el pentru a-i fura banii și nereușindu-i acest tertip, încearcă din nou prin fiica ei minoră dezinhibată, Jessica, pe care o convinge să îl seducă pe Carmelo. După ce și-a pierdut toate bunurile și a experimentat mintea îngustă și lăcomia săteniilor săi, Macaluso revine în cele din urmă la viața de emigrant.

## Distribuție
- Stefano Satta Flores – Carmelo Macaluso
- Macha Méril – baroana Valeria Lamia
- Leopoldo Trieste – don Calogero Liotti
- Cinzia Monreale – Jessica
- Umberto Orsini – avocatul Vito Buscemi
- Luciano Salce – baronul Alfonso Lamia
- Marisa Laurito – Tindara Liotti
- Roberto Della Casa – funcționarul de bancă
- Pino Ferrara – avocatul apărării
- Renato Pinciroli – don Saverio
- Giuliano Persico – Antonino Gemma
- Deddi Savagnone – donna Rosaria Liotti
- Nino Bontempo – chelnerul